# Керц (Белуно)
Керц (итал. Cherz) је насеље у Италији у округу Белуно, региону Венето.
Према процени из 2011. у насељу је живело 51 становника. Насеље се налази на надморској висини од 1652 м.